# 大元帥法
大元帥法（だいげんすいほう/だいげんのほう）は、真言密教における大法（呪術）の1つ。

## 概説
大元帥明王を本尊として、怨敵・逆臣の調伏、国家安泰を祈って修される法で、承和6年（839年）常暁が唐から法琳寺に伝えた。翌年、常暁は大元帥法の実施を朝廷に奏上し、仁寿元年（851年）に大元帥法を毎年実施することを命じる太政官符が出され、この年に成立したと言える。以来、毎年正月8日から17日間宮中の治部省の施設内で行われるようになった。必要な備品などは常暁ゆかりの大和国秋篠寺が調達するものとされていた。また、後には醍醐寺理性院の僧侶が大元帥法を行う慣例も成立する。なお、常暁の動きの背景として天台宗の円仁が熾盛光法を護国法会として実施するように朝廷に働きかけたのに対抗する側面があった。
大元帥法は本来は「外寇からの防衛」「敵国降伏」を祈願する性格のものであり、よってこの法は天皇がいる宮中のみで行われ、臣下がこの法を修めることは許されなかった。長徳元年（995年）に起きた長徳の変では、内大臣藤原伊周がこれを行ったという口実により大宰府に左遷された。中世においても、大元帥法は他の宮中の仏教儀礼が衰退していく中で小御所や陣座、更に宮中から離れた醍醐寺理性院に場所を移しながらも一貫して実施されていた。このため、御斎会など他の中絶した仏教儀礼が意図していた「五穀豊穣」や「玉体安穏」を含むようになった。また、地方寺院でも中央の大元帥法と連動する形での大元帥法が実施されるようになる。信濃国伊那郡南原村（現在の長野県飯田市下久堅南原）にあった南原山文永寺に対して大元帥法の実施を命じた康正2年（1456年）の後花園天皇女房奉書が残されている（『文永寺文書』）。天正3年（1575年）に正親町天皇によって行われた理性院の大元帥明王画像の復興には、「天下人」である織田信長が全面的に協力していたことが知られている。
江戸時代に入ると、再び宮中の小御所での大元帥法が復活して明治維新まで開かれた。
明治以降は宮中での大元帥法が断絶する一方で民間においてそれに代わる儀礼の実施が見られるようになり、弘明寺では明治37年（1904年）に日露戦争での勝利を祈願して大元帥明王立像が制作され、太平洋戦争（大東亜戦争）においても「連合国調伏」の祈祷が行われた。
なお、井原今朝男は近代日本において国軍の最高指揮官として天皇が称した「大元帥」の呼称について、本来は天皇のみが行い得た外寇調伏の儀式である大元帥法との関連性を指摘している。